# Alum
Alum es una localidad ubicada en la parte continental de Guinea Ecuatorial, en el municipio de Nsork.

## Geografía
La localidad está situada a medio camino entre las ciudades de Acurenam y Nsork, y a menos de 3 kilómetros en línea recta con la frontera con Gabón.

## Flora y fauna
Se encuentra en los límites del Parque nacional de Los Altos de Nsork.